# Jacob Kornerup

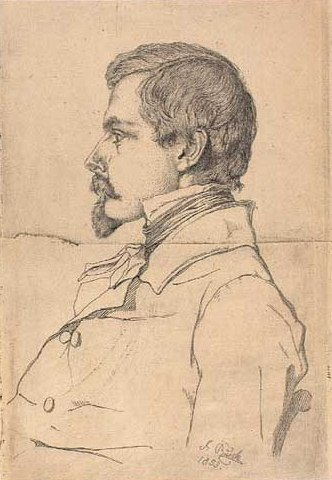
Jacob Kornerup, rysunek Buscha, 1853

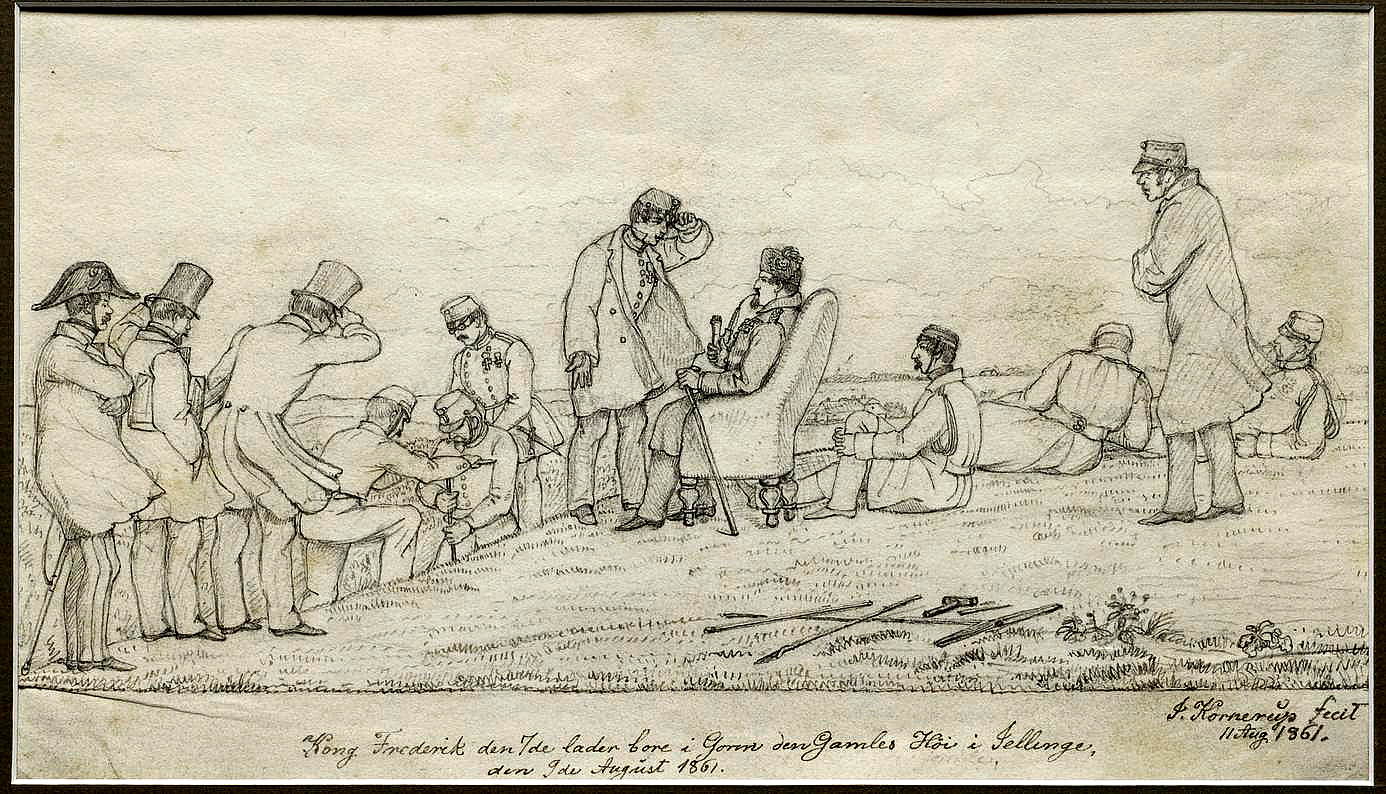
Król Fryderyk VII podczas prac archeologicznych w Jelling, rysunek Jacoba Kornerupa, 1861

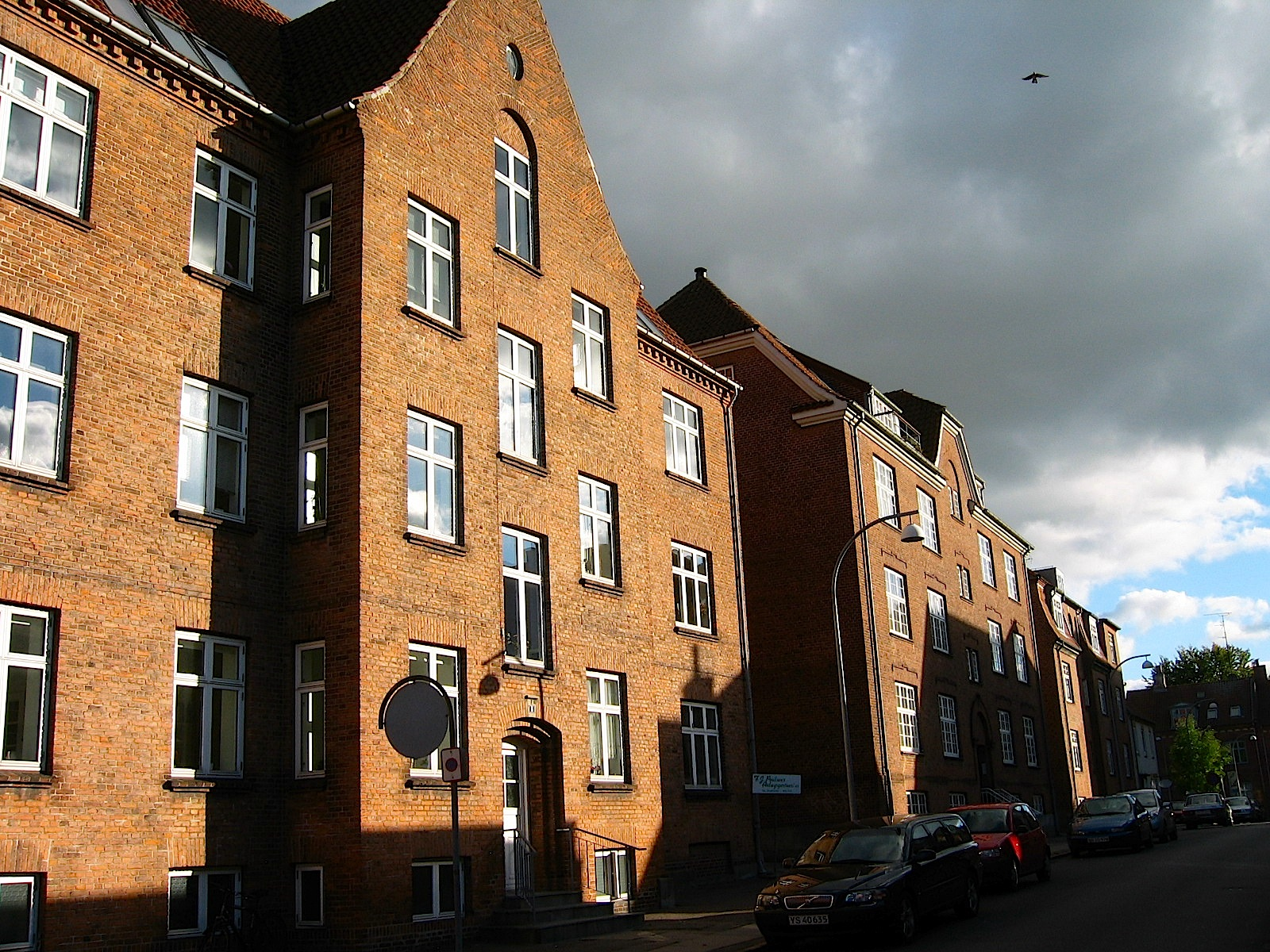
Kornerupsvænge (Zaułek Kornerupów) w Roskilde

Jacob Kornerup (ur. 19 listopada 1825 w Roskilde, zm. 9 marca 1913 w Roskilde) – duński archeolog, artysta malarz i historyk.

## Życiorys

### Młodość i lata studenckie
Jacob Kornerup przyszedł na świat w zamożnej, zasiedziałej w Roskilde od pokoleń, rodzinie kupieckiej z artystycznymi koneksjami: w domu Kornerupów przy Rådhustorvet 2 bywali Hans Christian Andersen i kompozytor Christoph Ernst Friedrich Weyse, a z rodziny matki Jacoba Kornerupa pochodził XVIII wieczny duński portrecista, Andreas Brünniche. Ojcem Jacoba był miejscowy kupiec, Ebbe Kornerup (1796–1826), matką – Inger Caroline z d. Brünniche (1800–1879). Jacob został ochrzczony w katedrze w Roskilde w Nowy Rok 1826. W wieku zaledwie jednego roku stracił ojca. Jego matka poślubiła w rok później innego bogatego kupca z Roskilde, Sørena Borcha (1798–1862).
Pozycja społeczna rodziców i ojczyma Kornerupa pozwoliła przyszłemu malarzowi na ukończenie w 1845 renomowanej lokalnej szkoły średniej, tzw. szkoły katedralnej (Katedralskole). Młodego Kornerupa nie pociągała jednak kariera akademicka i, chociaż od najwcześniejszych lat przejawiał zainteresowanie historią i innymi naukami humanistycznymi, zdecydował się w 1847 na studia w akademii sztuk pięknych w Kopenhadze. Jako student zwrócił na siebie uwagę akademickich kręgów artystycznych i za swe prace został w 1852 nagrodzony małym srebrnym medalem, a w rok później wielkim srebrnym medalem. Początkowo kształcił się w klasie profesora Rørbye na portrecistę i malarza pejzażowego, lecz z biegiem czasu jego zainteresowania poczęły kierować się w stronę malarstwa architektonicznego. Wpływ na zmianę kierunku miały podróże zagraniczne, które Kornerup odbywał w towarzystwie swoich przyjaciół w celu poznania zabytków architektury i kultury europejskiej: w 1851, jeszcze podczas studiów, wraz z architektem Herholdtem, wyprawił się na szwedzką Gotlandię, gdzie studiował w naturze architekturę gotycką, a w latach 1854–1855 odbył podróż po krajach południowych Niemiec, Italii i austriackiej Dalmacji. W Rzymie, gdzie przebywał przez cztery miesiące, utrzymywał kontakty z duńską kolonią artystyczną. W roku 1860 wyprawił się do Hiszpanii, gdzie studiował zabytki lokalnej architektury w Kartagenie, Madrycie, Sewilli, Toledo i w Walencji. W drodze powrotnej odwiedził Paryż i Wersal. Podróż tę opisał w swoich Szkicach z Hiszpanii (Skildringer fra Spanien, 1863). Każdy z zagranicznych wojaży artysty owocował dziesiątkami nowych obrazów olejnych, akwarel i rysunków. Po ukończeniu studiów w 1855 Kornerup powrócił do Roskilde, gdzie – poza okresem swoich podróży zagranicznych – spędził resztę życia.

### Kariera zawodowa
Poza malowaniem zabytków architektury duńskiej Kornerup pochłonięty był pasją do archeologii. Zaprzyjaźnił się z ówcześnie najznamienitszym duńskim historykiem i archeologiem, Jensem Jakobem Worsaae, który wciągnął go do współpracy w pracach archeologicznych i dokumentowaniu znalezisk. Latem 1861 Kornerup wziął udział, jako malarz, w pracach badawczych, które Worsaae prowadził w kurhanach królewskich w Jelling z inicjatywy króla Fryderyka VII. Pokłosiem tych prac były akwarele i rysunki autorstwa Kornerupa, które zapoczątkowały wieloletnią współpracę malarza z Muzeum Narodowym w Kopenhadze, które zleciło mu prace nad dokumentowaniem zabytków archeologicznych kraju. Dwa lata później Kornerup wziął także udział w pracach archeologicznych przy grobie króla Eryka V w katedrze w Viborgu.
Zainteresowanie artysty nie ograniczało się jednak li tylko do graficznego dokumentowania znalezisk archeologicznych, ale także rozciągało się na prace przy konserwacji i zachowaniu dla przyszłych pokoleń zabytków przeszłości, w szczególności średniowiecznych fresków w duńskich świątyniach. Kornerup stał się pionierem na polu odsłaniania zamalowanych średniowiecznych fresków w duńskich kościołach i ich restauracji. Najważniejszym projektem konserwatorskim, w którym artysta wziął udział, było odsłonięcie i konserwacja fresków w kościele w Hagested koło Holbæk w 1862, gdzie wraz z Worsaae odnalazł XII wieczne freski, które następnie odnowił. Dzięki zaangażowaniu Kornerupa udało się odsłonić unikatowy fresk z wizerunkami króla Waldemara IV i królowej Jadwigi na ścianie prezbiterium kościoła św. Piotra w Næstved. W latach 1862–1904 artysta wziął udział w pracach konserwatorskich nad średniowiecznymi freskami w 80 kościołach na terytorium całej Danii, w tym w katedrze w swoim rodzinnym mieście, Roskilde. W pracach tych Kornerup wykorzystywał, poza malarskimi umiejętnościami, także swą wiedzę historyczną i znajomość łaciny. Profesjonalizm artysty uwidocznił się w rzetelności, z jaką przeprowadzał prace restauratorskie, oraz w unikaniu dokonywania własnych uzupełnień w ubytkach malarskich. Dzięki zaangażowaniu artysty udało się odsłonić, a następnie uratować od zniszczenia wiele cennych fresków, dokumentujących artystyczne osiągnięcia średniowiecznej Danii. Zaangażowanie artysty w ratowanie średniowiecznych fresków nie spotkało się ze zrozumieniem kręgów kościelnych, które wręcz utrudniały mu pracę. Protestanccy biskupi, a pod ich wpływem również i szeregowy kler, nie życzyli sobie odsłaniania ”katolickich”, przedreformacyjnych malowideł. W uznaniu zasług na polu ratowania zabytków przeszłości Jacob Kornerup został w 1871 mianowany profesorem, a w 1877 został kawalerem Orderu Dannebroga.

### Kornerup jako historyk
Poza pracą artysty i konserwatora Kornerup zajmował się, jako członek Królewskiego Nordyckiego Towarzystwa Starożytności (Det Kongelige Nordiske Oldskriftsselskab), wygłaszaniem odczytów na tematy archeologiczne oraz publicystyką historyczną. Ogłosił drukiem wiele artykułów na temat historii swego rodzinnego miasta oraz wykopalisk archeologicznych tam prowadzonych. Był autorem kilku publikacji historycznych, m.in. książki o kościele w Gumløse (szw. Gumlösa) w Skanii (Gumløse Kirke i Skaane, Kopenhaga 1866), a w 1886 także historycznej kroniki, dotyczącej pobytu w Roskilde wojsk hiszpańskich w czasach niełatwego sojuszu Danii z Napoleonem, pt. Spanierne i Roskilde 1808 (Hiszpanie w Roskilde 1808). W kronice zajął się w dużym stopniu stosunkami pomiędzy lokalną ludnością i stacjonującymi w mieście żołnierzami hiszpańskimi, które oceniał jako dobre. Jako przykład Kornerup podał przyjaźnie, jakie nawiązały się między Hiszpanami i chłopcami z miejscowego gimnazjum, którzy barierę językową łamali za pomocą łaciny, zrozumiałej przez Hiszpanów, a ówcześnie powszechnie nauczanej w duńskich szkołach. Obok pisarstwa historycznego Kornerup aktywnie włączał się w dzieło ratowania pomników przeszłości, zagrożonych przez rozbudowę i modernizację Roskilde. Dzięki jego aktywności nie doszło do planowanego wyburzenia resztek kościoła św. Jakuba oraz gotyckiej wieży starego ratusza (pozostałość po wyburzonym kościele św. Wawrzyńca). Jego dziełem są także obeliski, upamiętniające źródła, z których dawniej słynęło miasto i od których też niegdyś wzięło swą nazwę, a zlikwidowanych na początku XX wieku w związku z instalacją sieci wodociągowej.

### Życie prywatne
Jacob Kornerup poślubił 16 czerwca 1869 w kopenhaskiej katedrze Augustę Madsen (1846–1906), córkę fabrykanta powozów z Kopenhagi. Wraz z żoną udał się w podróż poślubną przez Niemcy do Szwajcarii i Francji. Ze związku tego na świat przyszło sześcioro dzieci: Helga (1871–1956), Ebbe (1874–1957, artysta malarz), Lili (1875–1966), Inger (1877–1968), Alice (1880–1881) i Elisabeth (1884–1957). Jacob Kornerup zmarł nagle 9 marca 1913 w Roskilde, a 13 marca został pochowany obok żony w grobowcu rodzinnym na cmentarzu Østre kirkegård w Roskilde. Na grobie artysty został wzniesiony pomnik, zaprojektowany przez jego syna, artystę-malarza, Ebbe Kornerupa. W 1921 Ród Kornerupów, został uhonorowany w Roskilde własną ulicą, Kornerups Vænge (Zaułek Kornerupów). Ulica ta powstała dekadę wcześniej na parcelach, które dawniej należały do krewnych malarza. Dom, w którym Kornerup mieszkał w latach 1876–1913 przy ulicy Hersegade 20, został po jego śmierci sprzedany, a następnie rozebrany w 1935.

## Wybrane dzieła[15]
Prace Jacoba Kornerupa znajdują się w kilku muzeach duńskich oraz w zbiorach prywatnych. Największą kolekcję jego obrazów posiada Muzeum Roskilde i Muzeum Sztuki w Vejle. Poza tym można je również obejrzeć w Muzeum Sztuki w Randers, oraz w Muzeum Skovgaarda w Viborgu (Skovgaard Museet).
- Mury Visby (Visby 1852, olej)
- Ulica w Splicie (1853, olej)
- Włoski pastuszek (Rzym 1854, olej)
- Ojciec Pacifico (Wenecja 1854, olej)
- Autoportret (1855, olej)
- Krużganki klasztoru San Zeno (Werona 1855, olej)
- Mnich czytający w krużgankach (Rzym 1857, olej)
- Grecki wieśniak (1859, olej)
- Dalmatyński wieśniak (1860, olej)
- Ksiądz katolicki (Sewilla 1860, olej)
- Wieśniak andaluzyjski (1860, olej)
- Panorama Grenady i Sierra Nevada (Grenada 1860, olej)
- Grenada (1860, olej)
- Sprzedawca wody (Hiszpania 1860, olej)
- Castillo de San Servando (Toledo 1860, olej)
- Puerta del Sol (Toledo 1862, olej)
- Amfiteatr w Puli (1884, olej)
- Trzy fontanny w Rzymie (1886, akwarela)
- Katedra w Roskilde (1897, olej)
- Pejzaż Bornholmu (1906, olej).